# Télé Lyon Métropole
Pour les articles homonymes, voir TLM.
Télé Lyon Métropole généralement désignée sous le sigle TLM, était une chaîne de télévision généraliste locale privée française de la métropole lyonnaise lancée en 1988 par Roger Caille.

## Histoire de la chaîne

### Des débuts difficiles 1988-1992
Télé Lyon Métropole (TLM) est créée le 25 novembre 1988 par Roger Caille, également patron à la même époque, de Jet Services, deux antennes situées dans la tour du Crédit lyonnais et commence à émettre sur le canal 25 (fréquence hertzienne VHF analogique 503.25 Mhz) depuis le 21 boulevard Yves-Farge sur l'agglomération lyonnaise le 20 février 1989. Le maire de Villeurbanne, Charles Hernu, fut son premier invité.
Mais quelques jours après la première émission, un scandale éclate déjà en interne : un des collaborateurs de TLM, Pierre Carles, détourne un reportage à des fins politiques, en pleine période électorale municipale, ce qui n'a pas du tout plu à sa hiérarchie, ni aux politiques d'ailleurs. De ce fait, quatre têtes sont tombées : Pierre Carles lui-même, entraînant avec lui Roger Caille (président de la chaîne), Philippe Desmoulins (Directeur Général) et Alain Garlan (Directeur Antenne). Une nouvelle équipe est mise en place très rapidement avec l'arrivée de Jérôme Bellay le 14 juin 1989. Le jeu des chaises musicales a commencé pour cette toute nouvelle chaine lyonnaise. En seulement 4 ans, elle a connu de nombreux directeurs d'antenne et directeurs généraux.
La plupart des émissions était en direct la journée et rediffusée en fin d'après midi et le soir. La programmation généraliste de l'époque mettait en avant les séries, les jeux, les dessins animés, les films et seulement peu de place pour l'information de proximité : seulement deux éditions de 20 minutes à 19h et 22h30. La programmation, jugée « trop généraliste » pour concurrencer les autres chaînes — ne serait-ce que FR3 —, fait du tort à la chaîne. Le succès n'étant pas au rendez-vous, les finances de TLM sont rapidement dans une situation difficile; de ce fait les dirigeants successifs sont remplacés au bout de quelques mois de mandat.
Dès novembre 1991, sous l'impulsion de Freddy Thomelin, TLM installe un second bureau d'information à Saint-Étienne dirigé par Alain Fauritte, et émet sur le bassin stéphanois sur le canal 52 (depuis l'émetteur du Guizay) jusqu'au 30 août 1992. Il était diffusé alors, dans le journal de 19h, un encart sur l'actualité stéphanoise pendant quelques minutes, visible partout où TLM était reçue, aussi bien sur Lyon que Saint-Étienne. L'arrêt de la synergie télévisuelle entre les deux métropoles est justifié par les faibles revenus publicitaires et les coûts importants de diffusion.

### L'ère Campana 1992-1993
André Campana, le patron de TV8 Mont-Blanc, qui a créé une filiale nommée Lucie SA en 1985, reprend TLM en avril 1992, malgré la contestation du personnel de la chaîne du fait du concept que souhaite apporter Campana à Télé Lyon Métropole : l'auto-financement par le biais de publireportages. Malgré les investissements menés dans de nouveaux programmes, les faibles recettes publicitaires et les frais importants des réémetteurs de TLM et de la 8 font basculer la holding dans la chute économique. Lucie SA dépose son bilan sur redressement judiciaire le 28 juin 1993, obligeant TLM et TV8 Mont-Blanc à se séparer, à réduire fortement les coûts, puis de baisser temporairement le rideau : La Générale d'images d'Etienne Mallet, du groupe Générale des Eaux et la Compagnie luxembourgeoise de Télévision, actionnaire de Métropole Télévision M6 et de RTL TV en Lorraine, s'intéressent à la reprise de TLM. Finalement, la Générale d'Images est choisie pour piloter la chaîne lyonnaise sur décision du tribunal de commerce de Lyon fin 1993. TLM survit et réémet dans la foulée pour arborer un nouvel habillage complet au 2e semestre 1994.

### La Générale d'Images 1993-2000
Christophe Ducasse, fraîchement débarqué d'Antenne Réunion part s'implanter à Lyon, sur la volonté de son patron, et devient le directeur général, Eric Ollivier devient quant à lui le directeur de production et des programmes. Ils ont pour mission de donner aux lyonnais l'image que TLM est une télévision de proximité, de divertissement et surtout d'information locale en vue des élections de 1995 qui ne manqueront pas de mobiliser les effectifs de la chaîne pour ces occasions. 
D'autres manifestations couvertes par TLM ont également vu le jour, comme le G7 à Lyon, la fête des lumières ou encore la Biennale de la danse en 1996. Étant en constant déficit annuel, une nouvelle crise s'empare de la chaîne en mars 1998 : Christophe Ducasse, le directeur général, quitte TLM pour France 3 Bourgogne Franche-Comté ; un coup de collier est donné après le changement de stratégie de la Générale d'Images, Bruno Baixe accède à la direction de TLM ce qui provoque une levée de boucliers en interne, après le coup d'arrêt des émissions de divertissement, comme CQFD ou ICI LYON, annoncées quelques mois plus tôt par Vivendi (ex Générale des eaux) et la réorganisation qui s'ensuit après le départ et l'arrivée de certains animateurs et journalistes dans les mois qui suivent.

### La périodeLe Progrès2001-2010
En 2001, la chaîne est reprise par le groupe Socpresse via le quotidien lyonnais Le Progrès. Bruno Baixe quitte à son tour la chaîne ; Jean-Marc Dubois, qui devient le nouveau patron de Télé Lyon Métropole (TLM) en juin pour 4 ans, puis Jean-Pierre Vacher en 2004, renforcent davantage l'information locale pour devenir « la télévision des Lyonnais ». En juin 2006, le groupe Delaroche (intégré à la Socpresse) est vendu par son propriétaire Serge Dassault à l'Est républicain. Ce sont ainsi plusieurs publications (dont Le Progrès, Le Dauphiné libéré, Le Bien Public, l'Essor du Rhône) qui changent de main. TLM, qui appartient en majorité au Progrès, fait partie de la cession.
Le premier semestre 2006 aura décidément marqué un nouveau tournant dans l'existence de TLM. Après 17 ans d'exercice, la chaîne lyonnaise s'est vue reconduire son autorisation de diffusion par le Conseil supérieur de l'audiovisuel (CSA) pour dix nouvelles années, plus cinq années de reconduction automatique, soit 15 ans de sérénité. La partie aura été délicate à remporter, car un autre candidat était en lice face à l'équipe actuelle de TLM : le groupe Antennes locales, par ailleurs exploitant de la chaîne TéléGrenoble. À l'issue d'un vote très serré de 5 voix contre 4, TLM a été reconduite.
Le second semestre 2006 voit une avancée notable de la chaîne en termes de programmation : de nombreuses émissions spéciales sont proposées (inauguration du Tramway Léa, soirée des Lumières de la Culture, Fête des lumières en direct de la place Bellecour, etc.)
Début 2007, la chaîne a diffusé la première saison de la série 24 heures chrono en VF, grâce à une syndication nationale d'une dizaine de chaînes locales (appelée Les Locales TV). Elle a ensuite diffusé les séries The Practice et M*A*S*H.
TLM a été la chaîne où certains journalistes et animateurs ont fait leurs premières armes : c'est le cas de Nadjette Maouche (qui a présente C'est mieux ensemble sur France 3), Christophe Gicquel, Alain Fauritte, Frédéric Lopez, Yves Calvi et Franck Berruyer (anciennement Europe 1) entre autres.
Début avril 2009, Le Progrès annonce vouloir se désengager en partie de TLM. Le groupe NRJ, le groupe Bolloré et l'OL TV sont des repreneurs potentiels qui se déclarent intéressés. OL Groupe reste en piste face au projet porté par le directeur général de TLM Jean-Pierre Vacher, soutenu par les salariés et 14 patrons lyonnais dont Gilles Moretton. Ce dernier projet est finalement retenu par Le Progrès pour la vente de la chaîne de télévision locale qui est effective en avril 2010.

### Une chaine devenue autonome depuis 2010
TLM présente une nouvelle identité visuelle dès la mi-septembre 2010, avec un changement des décors, un nouveau site internet et surtout une refonte de la grille de programmes qui voit arriver de « nouvelles têtes » (Guillaume Berthoin, Jean-Christophe Galeazzi, Gaël Berger, Jeanine Paloulian) sur l'antenne, notamment après le départ de figures de TLM comme Régis Guillet ou Laurent Natale. Philippe Montanay (à TLM depuis 1999) est nommé rédacteur en chef antenne et programmes de la chaîne avec pour objectif de faire de TLM une chaîne d'information qui se veut impertinente, réactive et de proximité. Côté économique, Jean-Pierre Vacher est parvenu à rassembler des investisseurs privés qui apporteront 2 millions d'euros pour ce projet baptisé TLM 2015.

### Relance de la chaîne en 2012
En novembre 2012, la chaine est placée en procédure de sauvegarde, par le tribunal de commerce de Lyon. Mi-décembre 2012, lors d'une réunion du personnel le PDG de la chaîne, Jean-Pierre Vacher, annonce un plan de restructuration qui prévoit la suppression de plusieurs CDI et la fin de plusieurs CDD, afin de réaliser de nouvelles économies. Un plan qui voit le départ de plusieurs salariés de la chaîne dont Philippe Montanay et l'arrêt de plusieurs émissions comme La quotidienne, Encore du foot ou Dehors, lancées lors de la reprise de la chaîne en 2010 et qui étaient censées incarner le renouveau de l'antenne. 
Dans un communiqué publié le 17 avril 2013, la chaîne annonce, dans le cadre de son plan de restructuration « accentuer la régionalisation entre les télévisions locales de Rhône-Alpes. Dans l’immédiat, des liens renforcés vont s’organiser entre TLM et TéléGrenoble Isère ». Dans cet objectif, Gérard Balthazard est nommé la présidence des deux chaînes, Jean-Pierre Vacher poursuivant sa mission de directeur général de TLM et que « Ce tandem a pour mission d’engager la deuxième phase du redressement de TLM : celle qui permettra à la chaîne lyonnaise d’atteindre l’équilibre économique pour sortir, d’ici à quelques mois, de la sauvegarde ».
En juillet 2013, le Conseil d'administration confie la présidence de la chaîne à Gilles Moretton qui, en collaboration étroite avec le directeur général, doit « se mobiliser pour permettre à l’entreprise de sortir de la sauvegarde en novembre prochain ».
Le plan de sauvegarde présenté par TLM a été validé par le tribunal de commerce de Lyon le 5 novembre 2013, permettant à la chaîne de sortir par le haut de la sauvegarde. Après un exercice 2014 au cours duquel TLM s’est approchée de l’équilibre (45 000 € de pertes pour un budget d’un peu plus de 2 millions €), la chaîne a poursuivi et amplifié ses efforts de redressement en 2015 qui lui ont permis de dégager un résultat positif (211 000 € pour un chiffre d’affaires de 2 150 00 €). 
En termes de programmation, la grille de TLM s’articule autour de 4 thématiques : info, sports, économie et culture. En 2015, TLM a mis en place de nouvelles émissions en matière de sport (« Tant qu’il y aura des Gones » en partenariat avec le site de supporters de l'OL Olympique et Lyonnais.com, « Outdoor, le Mag », « ASVEL Time » et « Au cœur du LOU », « Bienvenue au Club ») et de culture (« ça débaroule »), tout en confortant ses rendez-vous économiques (création d’une émission sur les startups en janvier 2016 : « Start Up & Co ») et en renforçant sa couverture de l'actualité politique, à l'approche des échéances électorales de 2017, avec deux nouvelles émissions («Face à Face», une interview hebdomadaire avec un invité régional ou national, et «Le Débat»), sans oublier l'information locale avec des directs ou des émissions spéciales lors de temps forts (attentats de Paris et Saint-Quentin Fallavier, élections régionales de 2015).
L’année 2015 a été marquée par un nouveau site internet (tlm.tv au lieu tlm.fr) en mai. Laurent Constantin, élu président de la SALT TLM, confie alors la direction générale à Jean-Baptiste Jusot. L'ancien journaliste, passé par les collectivités locales, prend alors la direction de la chaîne avec une feuille de route très claire : redresser les comptes et développer la chaine. En 4 ans, TLM est a l'équilibre ... Des contacts sont alors pris avec différents acquéreurs potentiels au début de l'année 2018 et après plusieurs mois de négociation et un lobbying efficace, TLM est rachetée par le groupe Altice Média.

## Identité visuelle

Ancien logo de Télé Lyon Métropole du 20 février 1989 au 2 septembre 1990.
Ancien logo de Télé Lyon Métropole du 3 septembre 1990 au 2 octobre 1994.
Ancien logo de Télé Lyon Métropole du 3 octobre 1994 au 3 septembre 2000.
Ancien logo de Télé Lyon Métropole du 4 septembre 2000 au 20 septembre 2010.
Logo de Télé Lyon Métropole du 20 septembre 2010 au 3 septembre 2019.
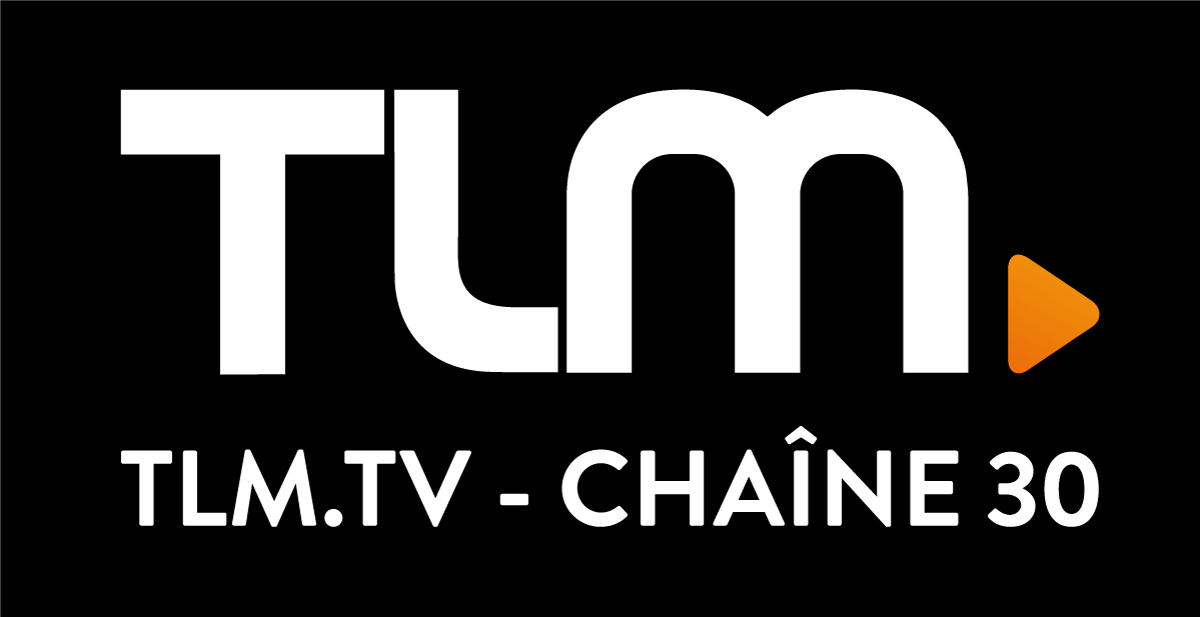
Logo du site internet de mai 2015 au 3 septembre 2019.

## Organisation

### Dirigeants
Présidents :
1988-1993 :
- Roger Caille, Patron de Jet Services (fondateur de la chaîne, 1988-1989);
- Administration CGE :1989-1992;
- André Campana, Holding LUCIE SA : 1992-1993;

1994-2000 :
- Étienne Mallet, Générale d'Images (filiale de la Compagnie "Générale des Eaux" ou CGE 1994-1997);
- Louis-Bertrand Raffour, Havas Images (filiale de Vivendi ex-CGE 1998-2000);

2000 à 2019 :
- Patrice Duhamel : 2000 à 2005;
- Christian Coustal, SocPresse : 2001-2006;
- Gérard Colin, PDG Groupe Progrès (désigné par le conseil d'administration du 20 juin 2006) : 2006-2007;
- Pierre Fanneau, DG du Progrès : 2007 à 2010;
- Jean-Pierre Vacher : 2010 à 2013;
- Gérard Balthazard : avril à juillet 2013;
- Gilles Moretton : juillet 2013 à décembre 2014;
- Laurent Constantin : De décembre 2014 à février 2019;

Depuis 2019 :
- Alain Weill : depuis le 15 février 2019;

Directeurs d'antenne de TLM (directeurs généraux) :
1988-1993 :
- Philippe Desmoulins (directeur général) et Alain Garlan (directeur de l'antenne) : 1988-1989;
- Jérôme Bellay : 1989-1990;
- Freddy Thomelin : 1991-1992;
- Gérald-Brice Viret : 1992-1993;

1994-2001 (Générale d'Images / Vivendi) :
- Christophe Ducasse (Générale d'Images) : 1994-1998;
- Bruno Baixe (Vivendi) : 1998-2001;

2001 à 2010 (Le Progrès) :
- Jean-Marc Dubois : 2001-2004;
- Jean-Pierre Vacher : 2004-2010;

Départ du groupe Le Progrès
2010 à 2019 :
- Jean-Pierre Vacher

Depuis 2019 :
- Damien Bernet (Altice France) : depuis le 15 février 2019;

### Capital
Pilotée par la Société Anonyme Lyonnaise de Télévision (SALT) au capital de 2 millions d'euros.

### Siège
Le 13 août 2007, TLM quitte ses locaux du 15 boulevard Yves Farge qu'elle occupait depuis l'été 1994 et s'installe au rez-de-chaussée et au premier étage du bâtiment construit pour Le Progrès sur les nouveaux Docks, dans le quartier de la Confluence.
Fin 2010, après le divorce avec Le Progrès, TLM déménage près de la Part-Dieu, au 227 cours Lafayette.

## Programmes
Les programmes de TLM s'articulent autour de 4 thématiques : actu société, économie, sport et culture.  

### Émissions événementielles
Lors de chaque période électorale, des émissions spéciales politiques, présentées par Jean-Pierre Vacher, sont organisées : en 1995, 2002, 2007 et 2012 pour les Présidentielles, 1997, 2002 et 2007 pour les Législatives et 1998, 2004 et 2015 pour les régionales.
Décembre 1996, TLM proposait à ses téléspectateurs les illuminations du 8 décembre en direct de Lyon. Les journalistes étaient mobilisés pour l'occasion, plusieurs points de directs, des moyens techniques impressionnants pour l'époque concernant TLM et des images inédites en souvenir... Depuis, chaque année, TLM vous fait vivre la Fête des Lumières de l'intérieur avec des émissions spéciales en plateau et des directs depuis les rues de Lyon. 
La première Biennale de la danse pour TLM était aussi en 1996 et était présentée en direct par Christophe Gicquel et Guy Darmet, (directeur de la Maison de la Danse de Lyon de l'époque) aux environs de la place Bellecour à Lyon le 15 septembre.
Comme elle l'avait fait en 2011 à l'occasion de la primaire socialiste, la chaîne entend organiser une émission spéciale de débat entre les représentants régionaux et porte-parole des différents candidats à la primaire de la droite et du centre et présentée par le journaliste politique de la chaîne Loïc Besson et Jean-Pierre Vacher. Mais au dernier moment, les participants se rétractent sur ordre du parti qui ne veut pas afficher de divisions à quelques jours du scrutin. 

### Émissions
- Face à Face (Loïc Besson)
- Le Débat TLM (Loïc Besson)
- JT région
- Le JT - 18h30
- La semaine de l'info
- Homéopathie, l'émission (Clémence Delarbre)
- Embarquez (Clémence Delarbre)
- Parlons santé (Sandrine Audrain)
- MOBILES ! (Leïla Kessi - en partenariat avec le SYTRAL) (anciennement Partout, pour tous, il y a TCL)
- Grand Tourisme
- Cap sur Bron (Clémence Delarbre)
- Le morning (avec Radio Espace)
- L'Agenda Rhône-Alpes (Sandrine Audrain)
- Conseil municipal
- Une entreprise, une famille (Clémence Delarbre)
- Start'up & Co (Jean Bergue - en partenariat avec Acteurs de l'Economie-La Tribune)
- Réussite d'entreprise (Jean-Pierre Vacher)
- Lyon Décideurs (Christophe Ducasse / Jean-Pierre Vacher)
- La preuve par l'international (Clémence Delarbre)
- Rencontres d'entrepreuneurs (Sandrine Audrain)
- Bourse et valeurs (Jean-Pierre Vacher)
- Bienvenue chez vous (Aurélien Idéale)
- Rencontres d'entrepreneurs (Sandrine Audrain)
- Villeurbanne tout images (Marie Leynaud)
- Le club des entrepreneurs
- Club 144
- Tant qu'il y aura des gones (en partenariat avec olympiqueetyonnais.com)
- Au cœur du LOU (Julien Huët / Flavien Cuzin)
- ASVEL time (Eric Garcia / Bastien Giffon / Gauthier Berthélémy)
- Outdoor, le mag (Bastien Giffon / Stéphanie Clopin)
- Bienvenue au club ! (Gaël Berger / Bastien Giffon / Stéphanie Clopin)
- Femmes de sport
- Agora (Sandrine Audrain)
- Quartier de vie (Jean-Luc Chavent)
- Ça débaroule (Stéphanie Clopin)
- La minute du spectateur (en partenariat avec La Maison de la Danse)
- Ci Né Ma
- Terres de France (Jacques Legros)
- 100 % Live
- Accent Tonique (Laurent Natale et Annabel Chevalier)
- Tout Peut Arriver (Frédéric Lopez / Gérald-Brice Viret / Frédéric Badard)
- Télé-Mômes (Yamina Baali)
- La quotidienne (Philippe Montanay)
- Dehors (Jean-Christophe Galeazzi)
- Polémiques (Jeanine Paloulian)
- Complètement Berges (Guillaume Berthoin, Arnaud Faura)
- Poum-Tchak (Arnaud Faura)
- Airs du temps (Stéphane Cayrol)
- C'est à l'étage (Annabel Chevalier et Florent Chatain)
- CQFD (Christophe Jicquel, Sophie Jovillard, Olivia Sabah, Ludovic Vilain)
- D'un jour à l'autre (Nadjette Maouche et Ludovic Vilain)
- Ici Lyon (Christophe Jicquel, Philippe Tessier)
- Java, magazine des arts visuels et de l'art contemporain vidéo
- Jeudi soir (Denis de Montgolfier)
- La vie en face (Frédéric Lopez)
- Les rendez-vous de Pierre Grison (Pierre Grison)
- Lyon dans la presse (Sylvie Roland)
- Plein Centre (Joanne Colan et Ludovic Vilain)
- Point de vue (Thierry Guillemot)
- Préface (Magazine littéraire court présenté par Olivia Sabah)
- Rencontres impossibles (Gérard Angel)
- Sono (Christian D'Aubarède)
- Trop Court (Stéphane Cayrol)
- VIP (Ludovic Vilain)
- Ca Kom (Grégoire Bouscambert)
- 10 questions à ... (Régis Guillet)
- Belles et bien (Nathalie Chesnel)
- Cinémétropole (Delphine Pervilhac)
- Côté scène (Arnaud Faura)
- Lundi Sport (Stéphane Canel, Gilles Lazure, Fabrice Cagnin)
- Sport Mag (Stéphane Canel, Gilles Lazure)
- Soyons Sport (Stéphane Canel)
- Equita Sport (Jean-Marc Roffat)
- Espace VIP (Laurent Natale)
- Esprit CSBJ (Gilles Lazure)
- La route, c'est du sérieux (Gersende Simon et Grégoire Bouscambert)
- Le Grand Débat (Régis Guillet)
- Mag Auto (Jean-Yves Curtaud)
- Vie de quartiers (Thierry Guillemot et Jean-Luc Chavent jusqu'en 2000, Laurent Natale et Jean-Luc Chavent jusqu'en 2010)
- Vous qui partez en voyage (Bernard Sabbah)
- L'atelier des chefs
- Game in Lyon
- Cité Campus
- Solution d'Entreprises
- Mode d'Emploi (Jasmine Sorgues / Aurélien Idéale)
- A votre service (Franck Nicolas)

## Diffusion
TLM est diffusée sur la chaîne 20 de la TNT depuis l'émetteur de Fourvière à partir du 13 septembre 2007. Elle passe de la chaîne 20 à la chaîne 30 en décembre 2012 à la suite du lancement de six nouvelles chaînes nationales. 
Depuis janvier 2016, TLM est disponible sur la chaîne 30 de la TNT en région lyonnaise et sur le même canal sur l'ensemble des Box du pays.
Depuis juin 2016, la zone de diffusion TNT de TLM s’est élargie au Nord-Isère (Pays viennois et Communauté d'agglomération Porte de l'Isère) et au Beaujolais, passant ainsi d’un bassin de 1,3 million d’habitants (les communes de la Métropole de Lyon) à un bassin de près de 2 millions d’habitants.